# Unity (Joost Klein)
Unity è il nono album in studio del rapper e musicista olandese Joost Klein, pubblicato il 21 febbraio 2025.

## Descrizione
L'album è composto da 16 tracce, di cui alcune pubblicate come singoli tra il 2023 e il 2025, per esempio Europapa, brano con il quale ha rappresentato i Paesi Bassi all'Eurovsion Song Contest del 2024, e Friesenjung. Sono presenti collaborazioni con  Tommy Cash, Ski Aggu, gli Scooter, Stuntje, Spinvis, jungle bobby e Aldo2Swag.

## Controversie
United by Music, la quinta traccia dell'album, è stata oggetto di controversia in seguito alla frase "Fuck the EBU, I don’t want to go to court" detta da Joost in riferimento alla sua squalificazione dall'Eurovision. Inoltre, la partecipazione al brano del rapper estone Tommy Cash, che ha successivamente rappresentato il proprio Paese alla manifestazione, ha contribuito ad alimentare il dibattito. Il titolo stesso del brano riprende lo slogan ufficiale della competizione canora.

## Tracce
1. Why Not??? – 2:37 (Joost Klein, Teun de Kruif, Gover Meit)
2. Luchtballon – 2:16 (Joost Klein, Teun de Kruif, Thijmen Melissant)
3. Gabberland – 2:37 (Joost Klein, Teun de Kruif, Jo Eelen, Jelle Edwin van Dongen)
4. 1 (feat. Scooter) – 3:19 (Joost Klein, Teun de Kruif, Hans Peter Geerdes, Michael Simon, Sebastian Schilde)
5. United by Music (feat. Tommy Cash) – 1:47 (Joost Klein, Teun de Kruif, Tomas Tammemets)
6. Discozwemmen (feat. Spinvis) – 2:45 (Joost Klein, Teun de Kruif, Erik de Jong)
7. Friesenjung – 2:26 (Joost Klein, Teun de Kruif, Jelle Edwin van Dongen, August Jean Diederich, Otto Waalkes)
8. Kunst und Musik – 2:15 (Joost Klein, Teun de Kruif)
9. Filthy Dog – 1:54 (Joost Klein, Teun de Kruif, Ruben Max van der Ent)
10. We’ll Meet Again (feat. Stuntje) – 2:31 (Joost Klein, Teun de Kruif, Martijn van Eijzeren, Tuheij Maruwanaya)
11. BOOM BOOM!!!!! – 1:57 (Joost Klein, Teun de Kruif, Thijmen Melissant, Jelle Edwin van Dongen)
12. Internetcafe 24/7 – 2:48 (Joost Klein, Teun de Kruif, Mathias Janmaat, Tjeerd Bomhof)
13. Epiphany of Love: The Origin (feat. jungle bobby, Aldo2Swag) – 0:28 (Joost Klein, Teun de Kruif, Julien Bruce, Aldo Swag, Brandon Guman)
14. Europapa – 2:40 (Joost Klein, Teun de Kruif, Paul Elstak)
15. Europapa - Outro – 1:07 (Joost Klein, Teun de Kruif, Dylan Eduardo Brayan van Dael)
16. Last Man Standing – 2:46 (Joost Klein, Teun de Kruif, Tuheij Maruwanaya)

Durata totale: 36:13

## Classifiche
| Classifica (2025) | Posizione |
| ----------------- | --------- |
| Belgio (Fiandre)  | 18        |
| Finlandia         | 36        |
| Lituania          | 34        |
| Paesi Bassi       | 16        |